# Корнилья
Корнилья (лиг. Corniggia, местн. диалект. Curnigia) — один из пяти населённых пунктов Чинкве-Терре в провинции Ла Специя, в Лигурии, на севере Италии с населением около 150 (в 2016 году) человек. В отличие от других населенных пунктов Чинкве-Терре, Корнилья непосредственно к морю не прилегает, и располагается на высоте порядка 100 метров над его уровнем. Поэтому добраться до неё морем не получится — только наземными видами транспорта.
Деревня протянулась вдоль главной дороги — улицы Фиески (итал. Fieschi. Расположенные здесь дома одной стороной выходят на улицу, а другой — на море. Корнилья характеризуется узкими дорогами и террасой в скале, из которой можно увидеть все остальные четыре деревни Чинкве-Терре: две с одной стороны и две — с другой. Градостроительная структура представляет собой оригинальные характеристики по сравнению с другими деревнями: дома ниже, и только в последнее время выше, по аналогии с селами во внутренних районах.
Покровителем почитается святой апостол Пётр, празднование 29 июня.
Корнилья упоминается в знаменитой новелле Джованни Боккаччо «Декамерон» и в романе «Невидимый цирк» Дженнифер Иган.